# Cadphises maculata
Cadphises maculata là một loài bướm đêm thuộc họ Zygaenidae. Nó được tìm thấy ở Đông Nam Á, bao gồm đông bắc Ấn Độ, miền bắc Việt Nam và Lào.